# Manmathanal, Hungund
Manmathanal là một làng thuộc tehsil Hungund, huyện Bagalkot, bang Karnataka, Ấn Độ.